# Búcaros de Bucaramanga
Maillots
Les Búcaros de Santander sont un club colombien de basket-ball évoluant en Baloncesto Profesional Colombiano. Le club est situé dans la ville de Bucaramanga.

## Palmarès
- Champion de Colombie : 1994, 2006, 2007, 2011

## Joueurs célèbres ou marquants
- Alvaro Teherán
- David Reyes